# Felipe Báez
Felipe Báez Lazo (Santiago, Chile, 27 de diciembre de 1990) es un futbolista chileno que juega de mediocampista en Deportes Antofagasta de la Primera B  de Chile.

## Clubes
| Club                  | País  | Año       |
| --------------------- | ----- | --------- |
| Coquimbo Unido        | Chile | 2009      |
| Deportes Temuco       | Chile | 2010      |
| Coquimbo Unido        | Chile | 2011      |
| Deportes Quilicura    | Chile | 2012-2013 |
| Deportes Iberia       | Chile | 2014      |
| Deportes Puerto Montt | Chile | 2014-2015 |
| Deportes Pintana      | Chile | 2015-2016 |
| Deportes Puerto Montt | Chile | 2016      |
| Deportes Pintana      | Chile | 2017      |
| Recoleta              | Chile | 2017      |
| Colchagua             | Chile | 2018      |
| Cobreloa              | Chile | 2019      |
| Deportes Temuco       | Chile | 2020      |
| San Marcos de Arica   | Chile | 2021-2024 |
| Deportes Antofagasta  | Chile | 2025-Act. |

## Palmarés

### Campeonatos nacionales
| Título           | Club                | País  | Año  |
| ---------------- | ------------------- | ----- | ---- |
| Segunda División | San Marcos de Arica | Chile | 2022 |